# Rozhledna Chlum u Hradce Králové
Rozhledna Chlum se nachází 500 metrů od vesnice Chlum, náležící obci Všestary a přibližně 5 km od Hradce Králové. Vyhlídka se nalézá ve výšce 35 m, celková výška věže činí 55,6 m. Na vyhlídkovou plošinu vedou dvě nezávislá lomená osmiboká schodiště široká 70 cm, každé o 182 schodech.
V okolí rozhledny se v roce 1866 strhla klíčová bitva prusko-rakouské války – bitva u Hradce Králové. Na tuto událost zde pamatuje celá řada pomníků, mohyl a křížů. Poblíž měl stanoviště hlavní vojenský štáb rakouské armády. Přímo u rozhledny se nachází Muzeum války 1866, které stejně jako vyhlídkovou věž zpřístupňuje Muzeum východních Čech v Hradci Králové.
Rozhledna umožňuje kruhový výhled na Krkonoše, Orlické hory, Hradec Králové, Kunětickou horu u Pardubic a Železné hory.

## Historie rozhledny
Na konci 19. století vzniklo na bojišti množství pomníků a také kovová rozhledna. Měla čtvercový půdorys a výšku 25 metrů. Nosnou myšlenkou bylo umožnit rozhlédnout se po významném bojišti. Ke slavnostními otevření došlo společně s nedalekou novogotickou kostnicí (osáriem) dne 2. listopadu 1899. Akci financoval Ústřední spolek pro udržování válečných památek z r. 1866 v Čechách. Nedaleko vznikla téhož roku i restaurace. Na rozhlednu vylezl císař František Josef I. a dne 6. května 1923 také francouzský maršál Ferdinand Foch, na jehož počest vzlétlo nad Chlum i 30 letadel.
Vyhlídková věž byla opravena a zesílena v roce 1987. Po dalším desetiletí byla potřebná další oprava, ale zároveň došlo k tomu, že les již dále neumožňoval dostatečný výhled směrem na Krkonoše. V červnu roku 1998 se tu natáčel dokument z cyklu "Rozhlédni se, člověče" (konkrétně použito ve třetím dílu). Dalšího roku – dne 19. dubna 1999 – byla stavba ve špatném technickém stavu prodána společnosti Eurotel, která ji hned následujícího dne po necelých 100 letech provozu demontovala a poté odvezla do šrotu. Zanedlouho na stejném místě začala vznikat věž nová – vyšší. K jejímu dokončení došlo v červenci 1999. První zpřístupnění proběhlo k výročí bitvy dne 3. července 1999. Otevřeno bylo ještě další tři dny. V tu dobu však věž ještě nebyla zkolaudována. K definitivnímu otevření došlo až 7. září stejného roku. Ochoz je umístěn o jedenáct metrů výše než u původní věže a má čtvercový půdorys 6,9 x 6,9 m.
Stavbu nové rozhledny s telekomunikační věží financovala, podobně jako rozhlednu Panorama na Černé hoře, společnost Eurotel (dnešní O2), která má na rozhledně taktéž umístěné anténní systémy. Na investici ve výši 14 milionů korun se však podílelo také město Hradec Králové a okresní úřad Hradec Králové, a to v obou případech částkou jednoho milionu korun.
V regionu se nachází ještě další dvě rozhledny stejného typu konstrukce i názvu „Chlum“. Jde o Hořický chlum a Andrlův Chlum (Ústí nad Orlicí). Obě rozhledny jsou ale oproti té hradecké nižší – hořická měří 41,5 m a orlickoústecká 52 m. Ve všech případech se jedná o základnové stanice postavené Eurotelem, nyní využívané O2 a v rámci sdílení sítě i T-Mobilem. Tato rozhledna společně s Andrlovým Chlumem slouží také jako televizní vysílač Multiplexu 24 DVB-T2.
Rozhledna byla kvůli špatnému technickému stavu a rekonstrukci uzavřena od ledna 2020. Oprava byla dokončena v únoru 2021. Znovuotevřena byla v sobotu 8. května 2021 společně s prvním otevření Muzea války 1866 v daném roce.

## Návštěvnost
Roční návštěvnost vyhlídkové věže se nejčastěji pohybuje mezi pěti až šesti tisíci vstupy. V roce 2016 byl vyšší zájem v souvislosti se 150. výročním bitvy u Hradce Králové.
| Rok  | Návštěvnost                     |
| ---- | ------------------------------- |
| 2009 | 6 096                           |
| 2010 | 3 994                           |
| 2011 | 6 181                           |
| 2012 | 5 357                           |
| 2013 | 5 268                           |
| 2014 | 5 559                           |
| 2015 | 5 052                           |
| 2016 | 7 605 (150. výročí bitvy)       |
| 2017 | 5 609                           |
| 2018 | 5 709                           |
| 2019 | 4 091                           |
| 2020 | 0 (uzavření kvůli rekonstrukci) |
| 2021 | 3 588                           |
| 2022 | 5 195                           |
| 2023 | 5 052                           |

## Vysílané stanice

### Televize
Vysílač provozovaný společností Digital Broadcasting je označován jako „Hradec Králové – Chlum“.
|        | Multiplex    | Kanál | Kmitočet | Výkon (ERP) | Polarizace   | Spuštěno        |
| ------ | ------------ | ----- | -------- | ----------- | ------------ | --------------- |
| DVB-T2 | Multiplex 24 | 45    | 666 MHz  | 10 kW       | horizontální | 23. června 2020 |

Na regionální pozici Multiplexu 24 zde vysílá východočeská televize V1.

### Ukončené vysílání
| Vypnuto         |        | Multiplex         | Kanál | Kmitočet | Výkon (ERP) | Polarizace   | Spuštěno    |
| --------------- | ------ | ----------------- | ----- | -------- | ----------- | ------------ | ----------- |
| 23. června 2020 | DVB-T  | Multiplex 4       | 45    | 666 MHz  | 10 kW       | horizontální | červen 2012 |
| 23. června 2020 | DVB-T2 | Přechodová síť 13 | 24    | 498 MHz  | 10 kW       | horizontální | březen 2018 |

## Fotogalerie

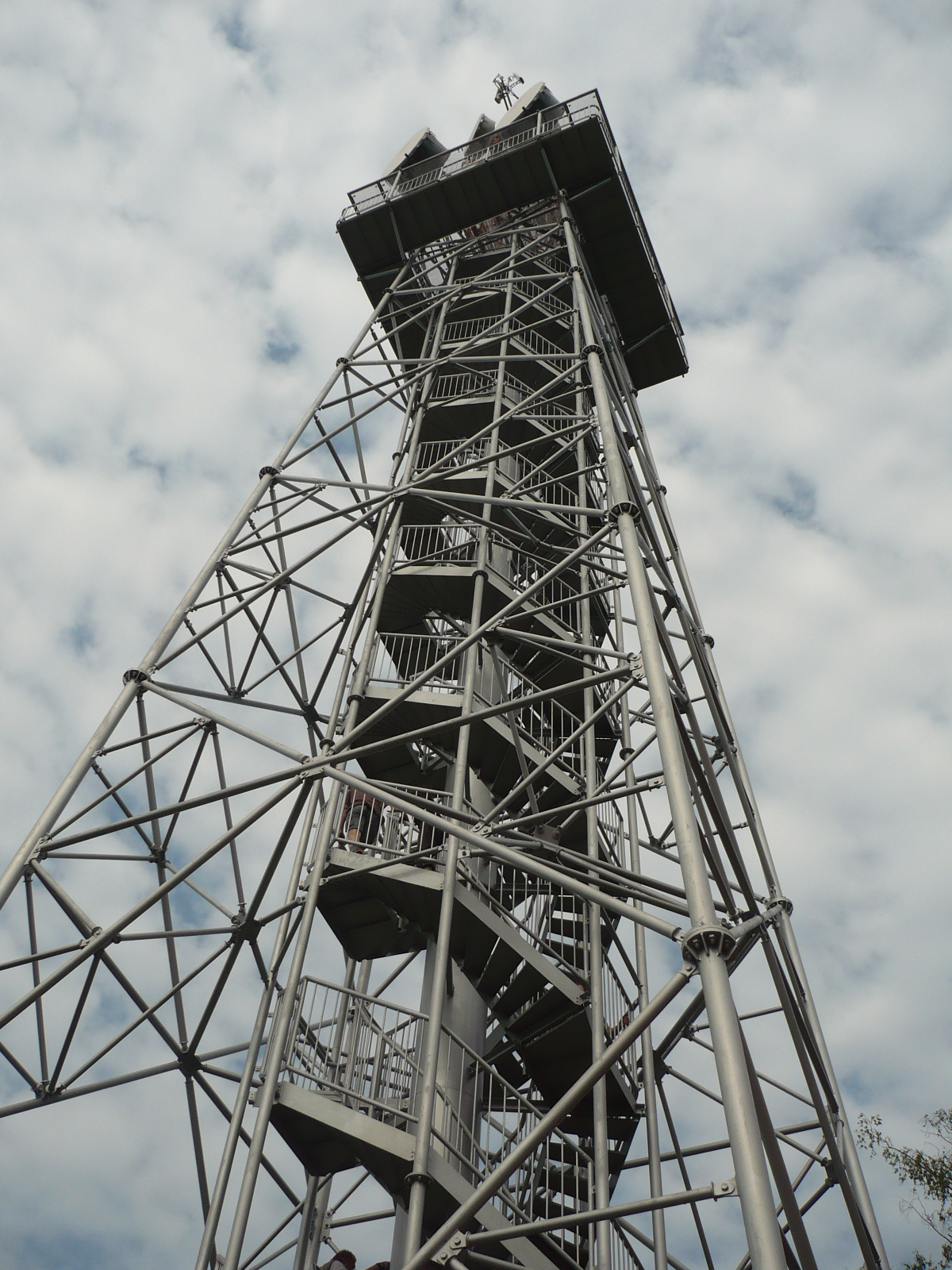
Rozhledna Chlum u Hradce Králové
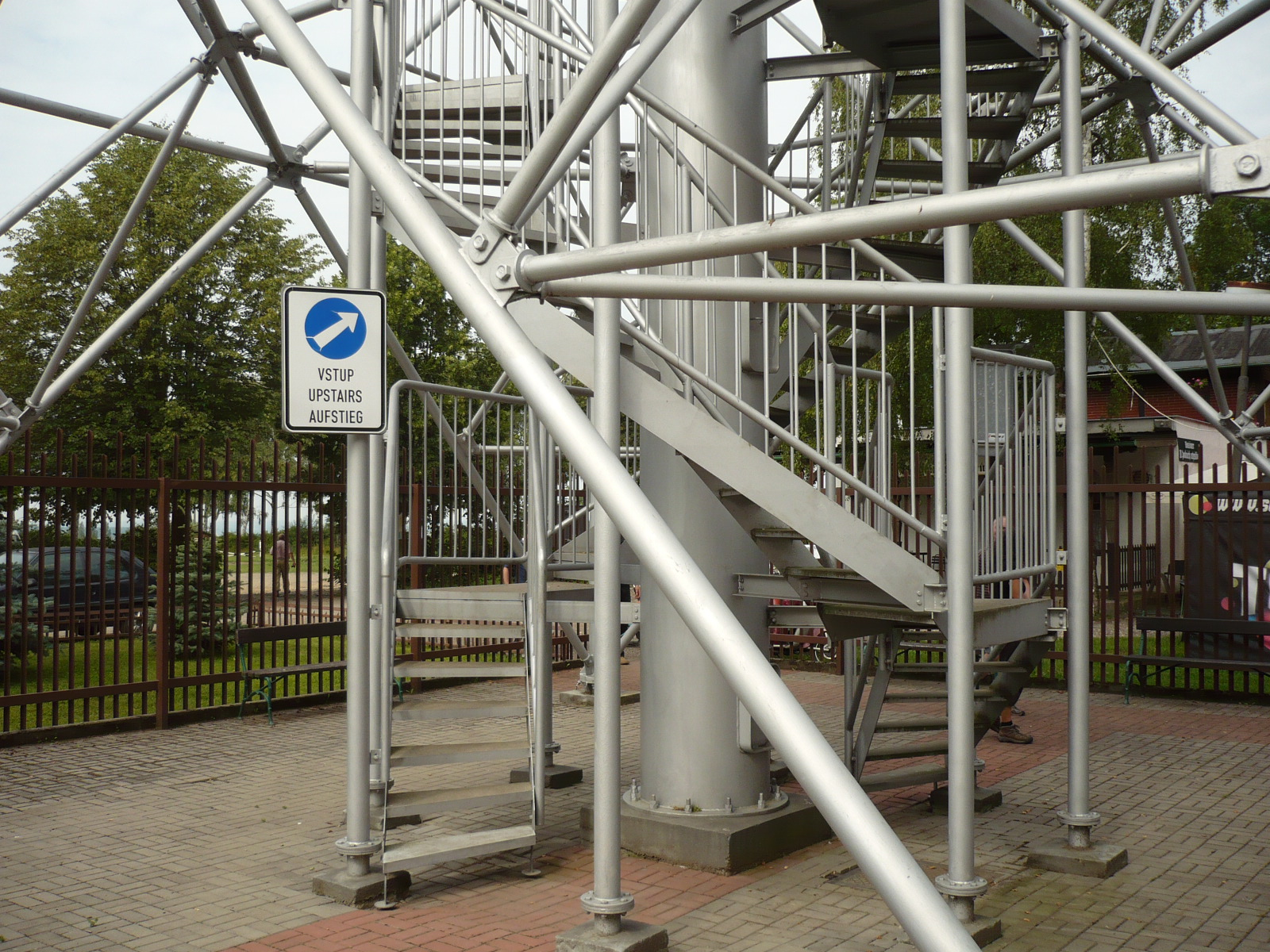
Vstup na rozhlednu
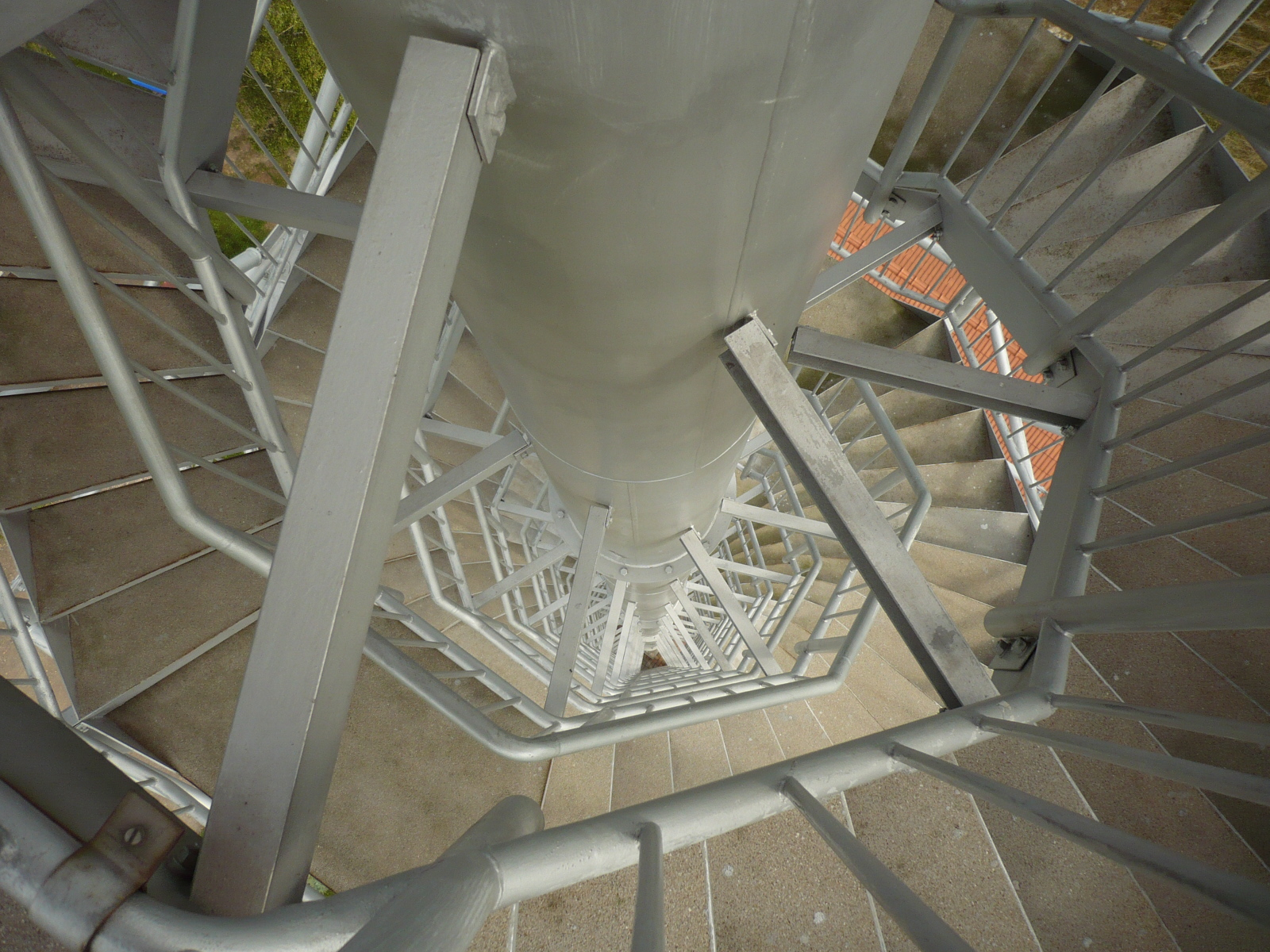
Schodiště
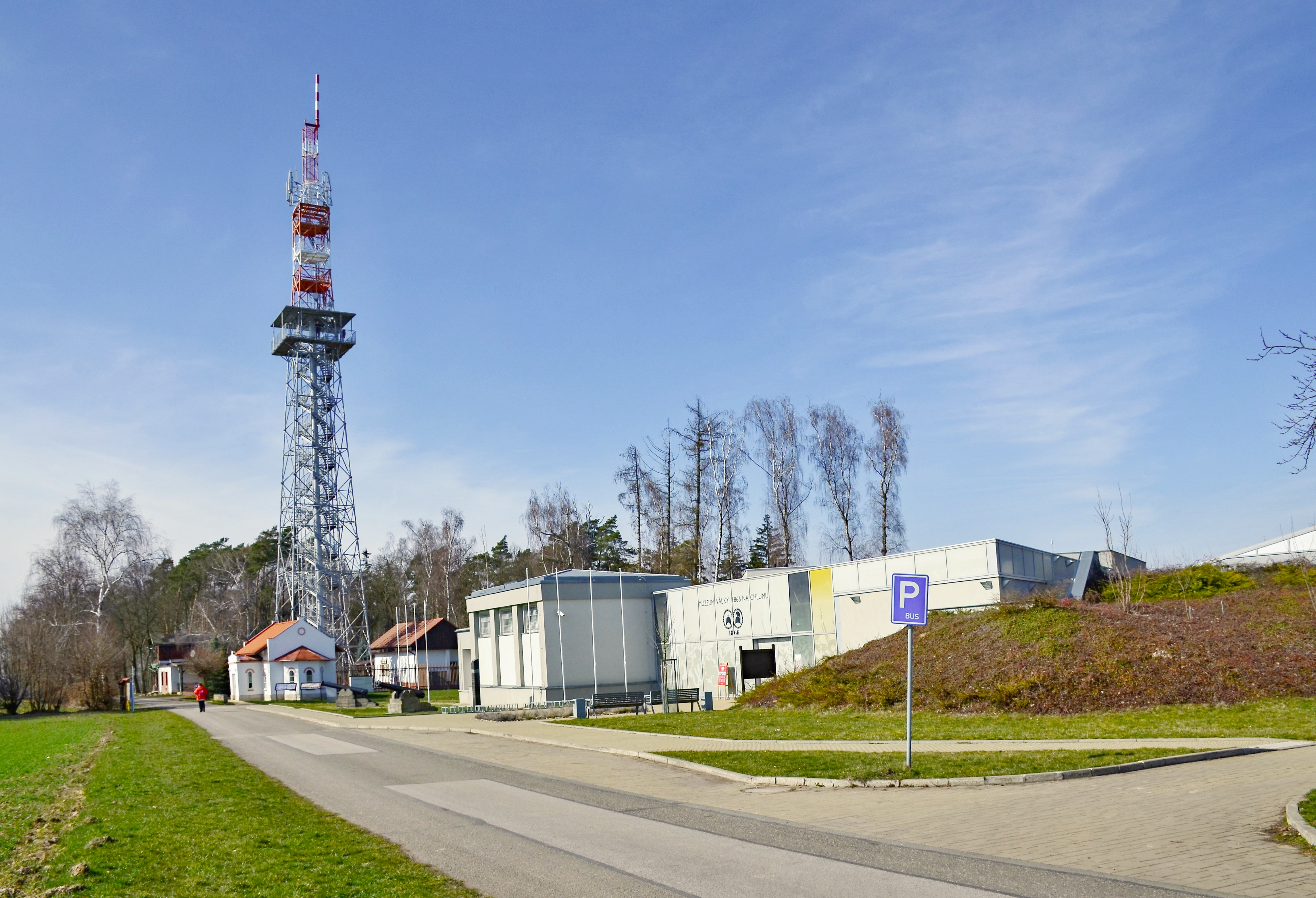
Rozhledna s Muzeem války 1866
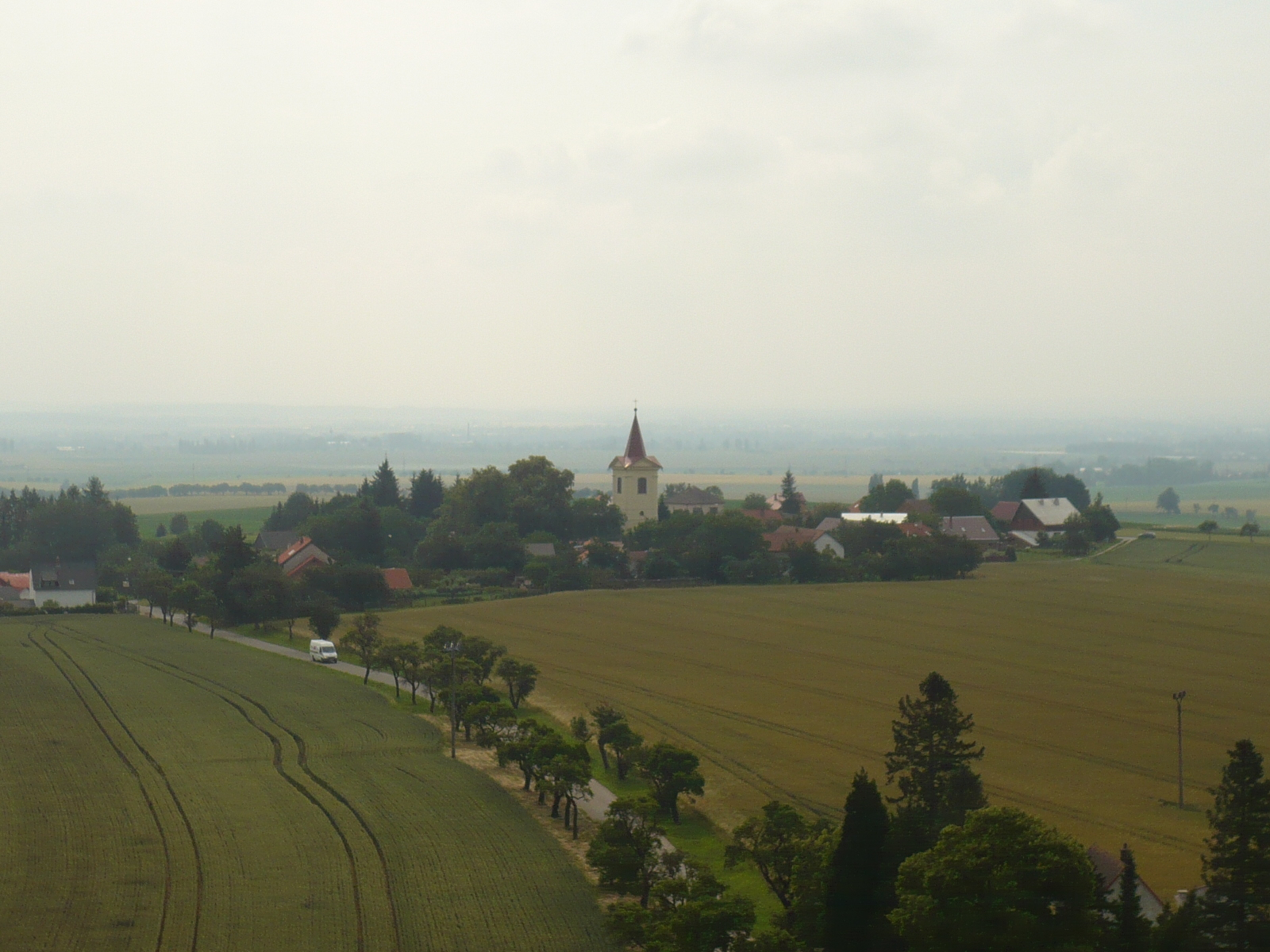
Výhled na Chlum